# Aristea compressa
Aristea compressa är en irisväxtart som beskrevs av J. D. Buchinger och John Gilbert Baker. Aristea compressa ingår i släktet Aristea och familjen irisväxter. Inga underarter finns listade i Catalogue of Life.